# 2414 Vibeke
2414 Vibeke este un asteroid din centura principală, descoperit pe 18 octombrie 1931 de Karl Reinmuth.